# Edward Colebrooke
Pour les articles homonymes, voir Colebrooke.
Thomas Edward Colebrooke (19 août 1813 - 11 janvier 1890)  connu sous le nom de Edward Colebrooke  est un homme politique britannique.

## Biographie
Edward est né à Calcutta, le deuxième fils de Henry Thomas Colebrooke et Elizabeth Wilkinson. Lui et son frère aîné George Vernon sont allés au collège d'Eton. Il fréquente ensuite l'East India Company College à Hertford Heath, Hertfordshire en vue de sa nomination à un poste en Inde avec la Compagnie britannique des Indes orientales.

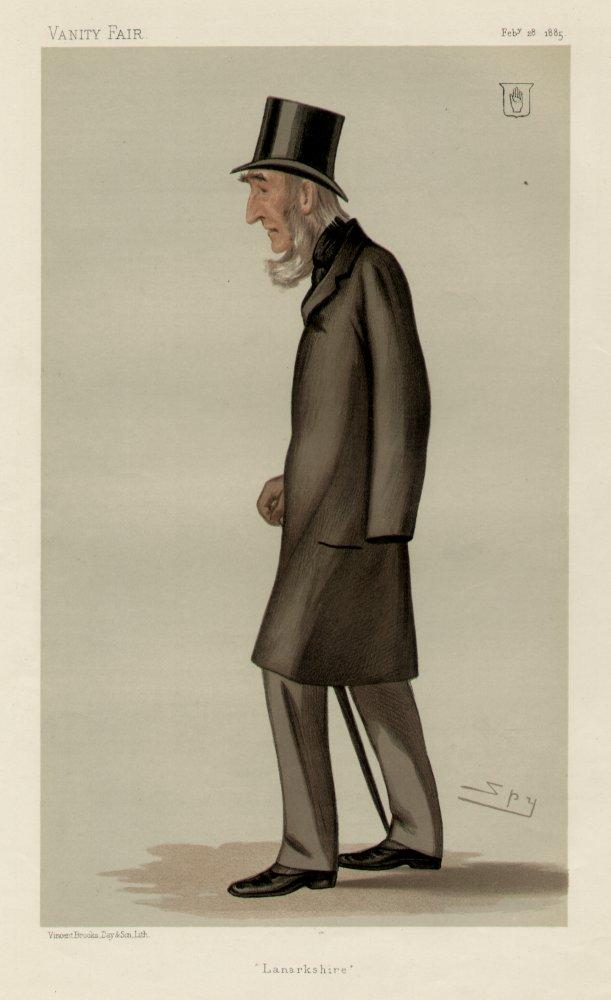
"Lanarkshire". Caricature de Spy publiée dans Vanity Fair en 1885.

Colebrooke arrive en Inde en juin 1832 et travaille à Prayagraj, quittant l'Inde le 9 octobre 1835 et arrivant chez lui à Londres en janvier 1836 pour réconforter son père après la mort inattendue de son frère aîné .
Le frère d'Edward George est décédé le 9 février 1835  et son père en janvier 1837, laissant Edward héritier du titre de baronnet de Colebrooke dont il a hérité en 1838 à la mort de son oncle, Sir James Edward Colebrooke .

## Carrière
Il est député libéral de Taunton 1842–1852, du Lanarkshire 1857–1868 et du North Lanarkshire 1868–1885. Il se présente sans succès en tant qu'Unioniste libéral à Lanarkshire Nord-Est en 1886.
Il est lord-lieutenant du Lanarkshire de 1869 à 1890 .
Colebrooke est allé vivre à Ottershaw, Surrey en 1859. Il fournit suffisamment de terres de son domaine pour une église, un cimetière et un presbytère, a payé tous les coûts de construction et a doté l'église de 100 £ par an .
Il est doyen des facultés de l'université de Glasgow de 1869 à 1872 et reçoit un LLD honoraire en 1873 .
Il est président de la Royal Asiatic Society de 1864 à 1866, de 1875 à 1877 et en 1881 .

## Mariage et famille
Il épouse Elizabeth Margaret Richardson, deuxième fille de John Richardson, à St Paul's Knightsbridge, Londres le 15 janvier 1857 .
Ils ont six enfants, dont cinq ont survécu jusqu'à l'âge adulte: 
- Margaret Ginevra, née le 19 novembre 1857. Elle épouse le marquis Di Camugliano-Nichollini le 17 novembre 1890; ils n'ont pas d'enfants
- Henry, né le 3 novembre 1858; décédé le 1er mai 1859, pour qui Christ Church, Ottershaw aurait été construit comme un mémorial [9]
- Helen Emma (dite Nelly), née en 1860; décédé le 21 janvier 1916
- Edward Arthur (connu sous le nom de Ned), né le 12 octobre 1861, qui, après la mort de son père en 1890, hérite du titre de baronnet
- Mary Elizabeth (dite Molly), née le 21 mai 1863; décédé le 2 octobre 1951. Elle épouse Edmund Byng, 6e comte de Strafford le 17 décembre 1894 et ils ont deux enfants [10]
- Roland, né le 22 juillet 1864; décédé le 19 janvier 1910.

Sir Edward Colebroke est décédé le 11 janvier 1890 à son domicile de Londres, à l'âge de 76 ans. Son épouse, Lady Elizabeth, est décédée le 26 octobre 1896 .